# Autophila clara
Autophila clara là một loài bướm đêm trong họ Erebidae.